# Xyris grisebachii
Xyris grisebachii är en gräsväxtart som beskrevs av Gustaf Oskar Andersson Malme. Xyris grisebachii ingår i släktet Xyris och familjen Xyridaceae. Inga underarter finns listade i Catalogue of Life.